# Бруно Родріго
Бруно Родріго (порт. Bruno Rodrigo, нар. 12 квітня 1985, Андрадіна) — бразильський футболіст, захисник клубу «Греміо».
Виступав, зокрема, за клуби «Португеза Деспортос», «Сантус» та «Крузейру». Дворазовий чемпіон Бразилії, дворазовий володар Кубка Лібертадорес, володар Кубка Бразилії.

## Ігрова кар'єра
Народився 12 квітня 1985 року в місті Андрадіна на північно-заході штату Сан-Паулу, проте серйозно у футбол почав грати в 2003 році за молодіжну команду клубу «Жозеенсе» з Сан-Жозе-дус-Кампуса на південному сході штату. У 2004 році перейшов в клуб «Португеза Деспортос», в основному складі якої дебютував в 2006 році. У 2007 році виграв з «Португезою» другий дивізіон чемпіонату штату. У 2008 році дебютував у Серії A. Бруно Родріго був міцним гравцем основного складу — в елітному дивізіоні він провів 35 з 38 зіграних командою матчів і забив 2 голи. Однак за підсумками сезону «Португеза» вилетіла в Серію B, де Бруно Родріго виступав у 2009 році.
У грудні 2009 року було оголошено про купівлю Бруно Родріго «Сантусом». Разом з одним із грандів бразильського футболу він виграв два титули чемпіона штату Сан-Паулу, в 2010 році — Кубок Бразилії. В ході Кубка Лібертадорес 2011 року Бруно Родріго зіграв лише в одному матчі, зате це була перша фінальна гра турніру. На Сентенаріо бразильцям вдалося зіграти внічию з «Пеньяролем» 0:0. Після повернення в стрій Еду Драсени і Лео Бастоса, Бруно Родріго знову сів на лаву запасних, однак він також став переможцем Кубка Лібертадорес, оскільки в домашньому матчі «Сантос» виграв з рахунком 2:1.
2013 року уклав контракт з клубом «Крузейру», у складі якого провів наступні чотири роки своєї кар'єри гравця і двічі став чемпіоном Бразилії. Більшість часу, проведеного у складі «Крузейру», був основним гравцем захисту команди.
У 2017 році перейшов в «Греміо». Став володарем Кубка Лібертадорес, хоча не зіграв у турнірі жодного матчу, але одного разу був у заявці на гру. Відіграв за команду з Порту-Алегрі 7 матчів в національному чемпіонаті.

## Титули і досягнення
- Чемпіон Бразилії (2):

«Крузейру»: 2013, 2014
- Володар Кубка Бразилії (1):

«Сантус»: 2010
- Чемпіон штату Сан-Паулу (3):

«Сантус»: 2010, 2011, 2012
- Чемпіон штату Мінас-Жерайс (1):

«Крузейру»: 2014
- Володар Кубка Лібертадорес (2):

«Сантус»: 2011
«Греміо»: 2017
- Володар Південноамериканського кубка (1):

«Сантус»: 2012
- Переможець Рекопи Південної Америки (1):

«Сантус»: 2012